# Mordella rutilicollis
Mordella rutilicollis es una especie de coleóptero de la familia Mordellidae.

## Distribución geográfica
Habita en Guatemala.